# Soutzo
Soutzo (ook: Souzos (Σούτσου) en Suțu) is een adellijk geslacht, stammend uit Griekenland.

## Geschiedenis
De eerste vermeldingen van leden van de familie Soutzo dateren uit de 18e eeuw. In de 18e en 19e eeuw waren leden van het geslacht grootdrogman te Constantinopel en regerende prinsen van Walachije en Moldavië. De leden van de familie dragen de adellijke titel van prins(es). Bekende telg was de aangetrouwde prinses Hélène Soutzo (1879-1975) die trouwde met dichter en diplomaat Paul Morand en die beiden bevriend waren met Marcel Proust.

## Enkele telgen
- Hélène prinses Soutzo (1879-1975); trouwde in 1927 met Paul Morand (1888-1976), dichter en diplomaat
- Hélène Jean prinses Soutzo (1854-1925); trouwde in 1882 met de Nederlander Anthonie Verbrugge van 's-Gravendeel (1852-1892), aangetrouwde tante van jkvr. Louise Prisse (1889-1985)